# Aechmea orlandiana
Aechmea orlandiana es una especie botánica de bromélida típica de la flora de la selva Amazónica en Brasil, muy usada como planta ornamental. Esta especie perenne es citada en Flora Brasiliensis por Carl Friedrich Philipp von Martius.

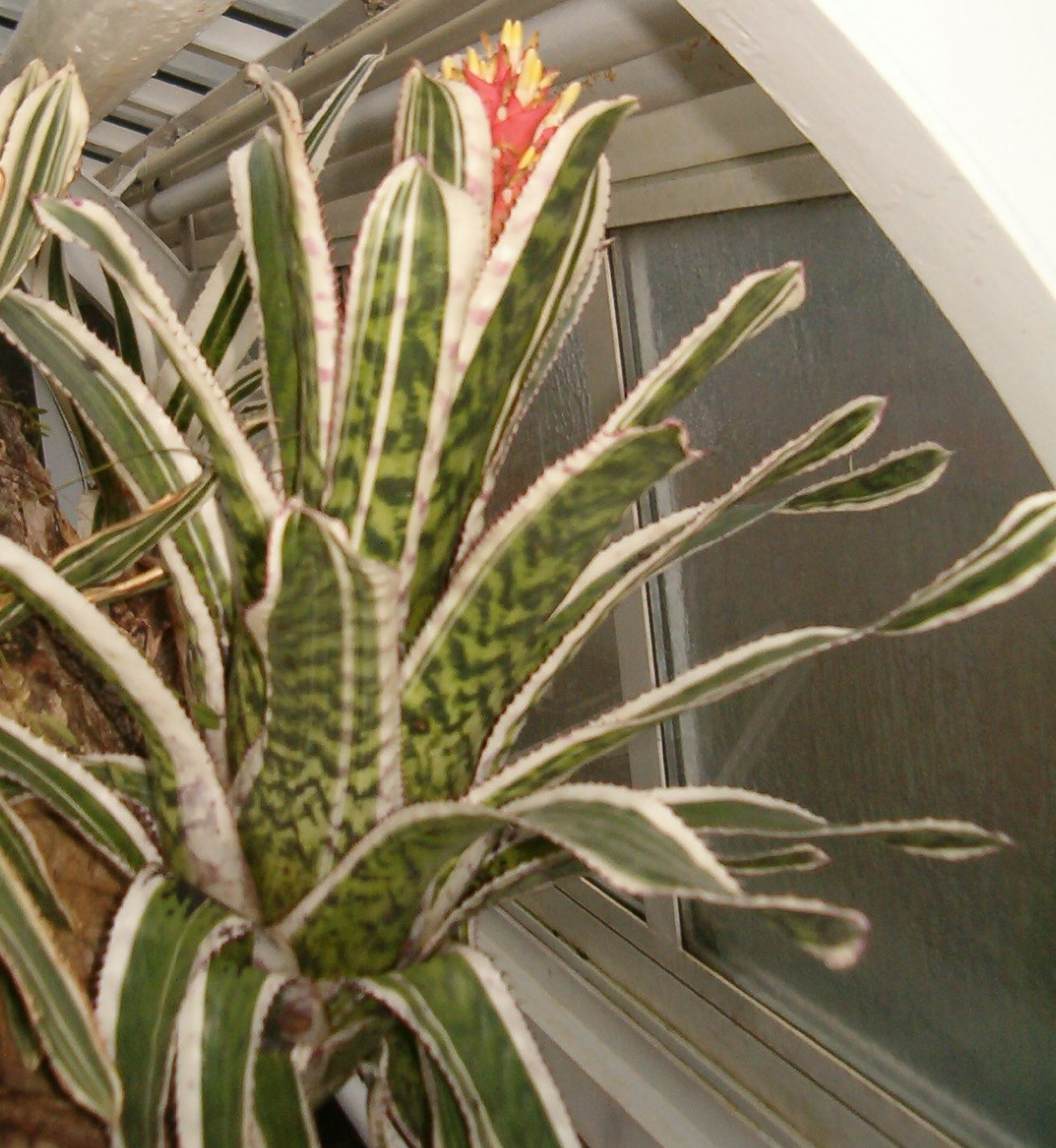
Vista de la planta

## Descripción
Tiene follaje verde con manchas castañas, muy espinosa, correosas, cerosas; flores con brácteas rojas y cremosas, y pétalos amarillos. Muy lento crecimiento.

## Cultivares
| - Aechmea 'Belizia' - Aechmea 'Bert' - Aechmea 'Big Beauty' - Aechmea 'Big Ben' - Aechmea 'Bittersweet' - Aechmea 'Black Bands' - Aechmea 'Black Beauty' - Aechmea 'By Golly' - Aechmea 'Charlie' - Aechmea 'Cloudburst' - Aechmea 'Ensign' - Aechmea 'First Joy' | - Aechmea 'Foster's Freckles' - Aechmea 'Gold Tone' - Aechmea 'Haiku' - Aechmea 'Hayward' - Aechmea 'Inky' - Aechmea 'Jean Merkel' - Aechmea 'Little Bert' - Aechmea 'Medio Picta' - Aechmea 'Muelleri' - Aechmea 'Rainbow' - Aechmea 'Tiger' - Aechmea 'White Knight' |

## Taxonomía
Aechmea orlandiana fue descrita por Lyman Bradford Smith y publicado en Arquivos de Botânica do Estado de São Paulo II. 1: 55, t. 69. 1941.
Etimología
Aechmea: nombre genérico que deriva del griego akme ("punta"), en alusión a los picos rígidos con los que está equipado el cáliz.
orlandiana: epíteto